# Singapore Open 1989
Il Singapore Open 1989 è stato un torneo di tennis giocato sul cemento. È stata la 1ª edizione del torneo maschile che fa parte del Nabisco Grand Prix 1989, la 4a del torneo femminile che fa parte della categoria Tier V nell'ambito del WTA Tour 1989. Il torneo maschile si è giocato dal 24 al 30 aprile 1989, quello femminile dal 10 al 16 aprile 1989 entrambi al National Stadium di Singapore.

## Campioni

### Singolare maschile
Kelly Jones ha battuto in finale  Amos Mansdorf con il punteggio di 6–1, 7–5

### Singolare femminile
Belinda Cordwell ha battuto in finale  Akiko Kijimuta con il punteggio di 6–1, 6–0

### Doppio maschile
Rick Leach /  Jim Pugh hanno battuto in finale  Paul Chamberlin /  Paul Wekesa con il punteggio di 6–3, 6–4

### Doppio femminile
Belinda Cordwell /  Elizabeth Smylie hanno battuto in finale  Ann Henricksson /  Beth Herr con il punteggio di 6–7, 6–2, 6–1